# San Rafael (Iloilo)
San Rafael è una municipalità di quinta classe delle Filippine, situata nella Provincia di Iloilo, nella Regione del Visayas Occidentale.
San Rafael è formata da 9 baranggay:
- Aripdip
- Bagacay
- Calaigang
- Ilongbukid
- Poblacion
- Poscolon
- San Andres
- San Dionisio
- San Florentino